# Mirage on the ice
『Mirage on the ice』（ミラージュ・オン・ジ・アイス）は、日本のハードロックバンドaphasiaの1stアルバム。1999年12月発売。発売元はStella Music

## 概要
- aphasiaのデビューアルバム。
- 1度のみ再プレスが行われている。

## 収録曲
1. Overture
（作曲：Noriko）
  - インスト。
2. Destination
（作詞：Yumi,Goe  作曲：Goe）
3. Aftergrow
（作詞：Yumi  作曲：jun）
4. Black Shadow
（作詞：Yumi  作曲：Goe）
5. 狂オシク咲ク花
（作詞：Yumi  作曲：aphasia）
6. 真昼の空に
（作詞：Yumi  作曲：jun）
7. 明日へ吹く風～The Wind Rises～
（作詞：Yumi  作曲：Yumi）
8. Innocent Crime
（作詞：Yumi  作曲：Goe）
9. Rain～追憶～
（作曲：Goe）
  - インスト。
10. Cold Blue Moon
（作詞：Yumi  作曲：Goe）

## 参加ミュージシャン
- Yumi - ボーカル
- Goe - ギター
- 恭子 - ベース
- jun - ドラム

（Additional Musician）
- Noriko Takahashi - キーボード